# USA:s strategiska oljereserv

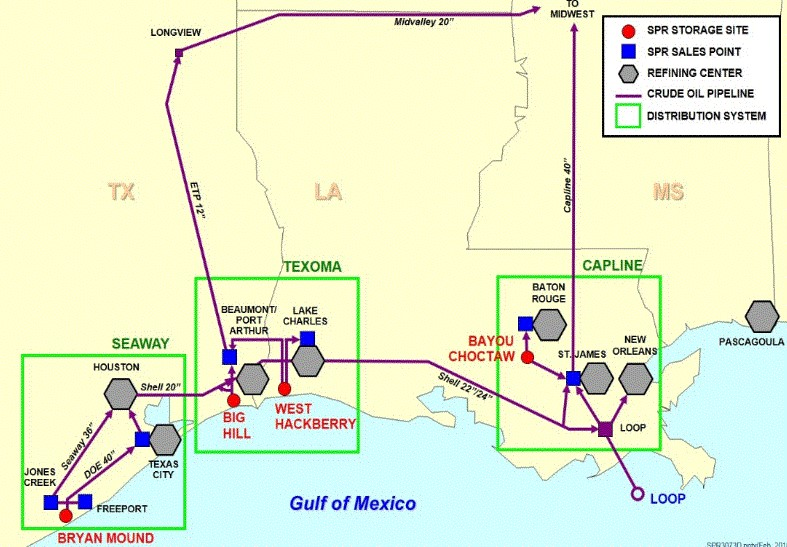
Karta över oljereserven, 2018.

USA:s strategiska oljereserv, engelska: U.S. Strategic Petroleum Reserve (SPR), är USA:s petroleumförråd och har en total kapacitet för 713,5 miljoner fat petroleum, vilket gör den till världens största statliga av sitt slag efter kapacitet. I juni 2019 förvarade den 644,88 miljoner fat. Petroleumförråden återfinns i delstaterna Louisiana och Texas och är underställd och övervakas av USA:s energidepartementets underavdelning Office of Petroleum Reserves med kontor i både Washington, D.C. och New Orleans i Louisiana.

## Historik
Den 27 november 1973 drev USA:s kongress igenom lagen Emergency Petroleum Allocation Act som en förebyggande åtgärd mot framtida akuta bränslebrister i landet efter att både USA och världen fick genomgå oljekrisen 1973. I lagen tvingade kongressen att USA:s president skulle utfärda föreskrifter för bland annat bestämmande av fördelning och styrning av priset på petroleumprodukter. Den 22 december 1975 utökades lagen till att bland annat innehålla ökad produktion och lagring av petroleum, bättre energieffektivitet och att arbeta för minskad energibehov, den fick namnet Energy Policy and Conservation Act. I lagen nämndes det också att en strategisk oljereserv skulle upprättas och där den skulle maximalt förvara en miljard fat petroleum. De första aktiviteterna för oljereserven var 1977 när USA:s energidepartement började förvärva lämpliga förvaringsanläggningar, som var övergivna saltgruvor utmed USA:s gulfkust, mest i syfte för att hålla nere kostnaderna istället för att behöva lägga ner stora summor på att konstruera nya förvaringsanläggningar. I juni började man förbereda dem till att börja förvara petroleumet, allt som allt kostade det uppemot $4 miljarder för energidepartementet. Den 21 juli levererades det första petroleumet och det var på 412 000 fat och kom från Saudiarabien.
Under 1980-talet var det ständiga diskussioner om hur man skulle kunna använda oljereserven och USA:s 40:e president Ronald Reagan och hans kabinett la fram förslag om att petroleumet i reserven skulle säljas till marknadsmässiga priser och att man inte skulle öppna den så fort det blev minsta lilla problem utan bara efter fullständig bedömning av den uppkomna situationen. Enligt kabinetten var det för att få petroleumindustrin att inse att även de måste ha buffert för oväntade händelser. Den 16 januari 1991 var det första gången som ett nöduttag gjordes efter att USA:s 41:a president George H.W. Bush beordrade detta för att stabilisera världsmarknaden, bara timmar före amerikansk inblandning i Gulfkriget och där 17,3 miljoner fat såldes till 13 olika petroleumbolag. Under 1995 beslutade USA:s 42:a president Bill Clinton att frysa oljereserven och sålde av 28 miljoner fat petroleum mellan 1996 och 1997 för att dels finansiera avveckling av en av oljereservens anläggningar och att förbättra den nationella ekonomin. 1999 aktiverades den igen och man började åter att fylla på reserven.
I september-oktober 2000 gjordes det största uttaget till datumet när 30 miljoner fat lånades ut till elva bolag på grund av för låga destilleringsnivåer av petroleum i nordöstra USA, när allt hade återställts till det normala fick oljereserven tillbaka petroleum som motsvarade de 30 miljoner fat man lånade ut samt 1,2 miljoner fat i ränta. Några av bolagen ville dock ha längre tidsfrister för återbetalning och fick då betala ytterligare 3,3 miljoner fat i ränta. Under septembermånad av 2005 beslutade USA:s 43:e president George W. Bush att ett andra nöduttag skulle göras i efterdyningarna av orkanen Katrina, den här gången såldes det alternativt lånades det ut 20,8 miljoner fat. Mellan 1 juni och 31 augusti 2011 kom USA och Internationella energirådet överens om att stabilisera världsmarknaden på petroleum i och med drift- och distributionsstörningarna i Mellanöstern på grund av arabiska våren, USA bestämde att sälja av 30,6 miljoner fat och IEA matchade volymen, det är det största uttaget i oljereservens historia. I oktober 2014 rekommenderade den federala myndigheten Government Accountability Office (GAO) att den federala regeringen borde minska reservens volym på grund av att reserven översteg den nu minskade importen av utländsk petroleum. De hävdade också att USA:s energidepartement höll med dem på deras ståndpunkter i rapporten. I slutet av 2015 drev USA:s kongress igenom lagarna Bipartisan Budget Act respektive Fixing America's Surface Transportation Act som skulle göra det möjligt för USA:s energidepartement att sälja av maximalt 164-174 miljoner fat fram till 2025. Bipartisan Budget Act möjliggör att dels 58 miljoner fat kan säljas mellan 2018 och 2025 för att hjälpa att få bukt med USA:s ekonomiska underskott och dels mellan 40 och 50 miljoner fat kan säljas under 2017–2020 för att finansiera en modernisering av oljereserven. Lagen Fixing America's Surface Transportation Act ges möjlighet att sälja av 66 miljoner fat under 2023–2025 för att stötta det federala motorvägsfonden Highway Trust Fund, som anlägger och underhåller Interstate Highway System. Den 14 september 2019 meddelade USA:s energiminister Rick Perry att USA var beredda på att öppna oljereserven för att täcka de produktionsstörningar som uppkom vid drönarattacken mot saudiska petroleumbolaget Saudi Aramcos anläggningar tidigare under dagen. Dagen efter godkände USA:s 45:e president Donald Trump att USA:s strategiska oljereserv kunde användas till detta ändamål.

## Användning av reserven
I lagen Energy Policy and Conservation Act fastslås det att landet bara får ta upp maximalt 4,4 miljoner fat per dag, det skulle innebära att reserven skulle räcka i 158 dagar. Fanns det inget uttagstak hade reserven räckt bara i nästan 36 dagar med 2015 års dagliga nationella petroleumbehov som var på 19,4 miljoner fat eller 74 dagar för att täcka upp USA:s dagliga importnivå för 2015 som var på omkring 9,4 miljoner fat.
Oljereserven används också som en lånereserv för aktörer i petroleumindustrin som drabbas av bortfall av petroleum på grund av bland annat naturkatastrofer dock mot en räntebetalning i petroleum som det till exempel hände i september-oktober 2000. Under dessa förhållanden aktiveras inte uttagstaket utan man kan fritt ta upp hur mycket aktörerna och USA:s energidepartement alternativt Office of Petroleum Reserves kommer överens om. Den federala regeringen har bland annat också rätt att sälja av delar av oljereserven vid behov som Clinton gjorde i mitten av 1990-talet och vad USA:s kongress beslutade om 2015 och även byta petroleum för att få tillbaka petroleum av högre kvalité.

## Anläggningar

### Aktiva
Källa: 
|  | Namn           | Plats                   | Kapacitet    | Nuvarande nivå (2018-09-30) | Upptagning/dag | Notering |
|  | -------------- | ----------------------- | ------------ | --------------------------- | -------------- | --- |
|  | Bryan Mound    | Freeport, Texas         | 254 miljoner | 235,3 miljoner              | 1,5 miljoner   | |
|  | West Hackberry | Lake Charles, Louisiana | 227 miljoner | 199,5 miljoner              | 1,3 miljoner   | |
|  | Big Hill       | Winnie, Texas           | 170 miljoner | 153,4 miljoner              | 1,1 miljoner   | Det finns planer på att utöka Big Hill till att den ska förvara 250 miljoner och öka upptagningsmöjligheten till 1,5 miljoner/dag.  |
|  | Bayou Choctaw  | Baton Rouge, Louisiana  | 76 miljoner  | 71,8 miljoner               | 550 000        | Det finns planer på att utöka Bayton Choctaw till att den ska förvara 109 miljoner och öka upptagningsmöjligheten till 600 000/dag. |

#### Föreslagna
| Namn    | Plats                     | Kapacitet    | Upptagning/dag | Notering |
| ------- | ------------------------- | ------------ | -------------- | --- |
| Richton | Perry County, Mississippi | 160 miljoner | 1 miljon       | Det var tänkt att den skulle öppnas i februari 2007 men efter politiska maktkamper beslöt USA:s kongress 2011 att den inte skulle öppnas. |

### Ej aktiva
|  | Namn         | Plats                    | Kapacitet    | Notering |
|  | ------------ | ------------------------ | ------------ | --- |
|  | Weeks Island | Iberia Parish, Louisiana | ≈73 miljoner | Förvaringen fick avbrytas 1994 när slukhål upptäcktes och att vatten läckte in i saltgruvan. Mellan 1995 och 1999 bärgades 98% av petroleumet. |